# Ostrhauderfehn
Ostrhauderfehn es un municipio situado en el distrito de Leer, en el Estado federado de Baja Sajonia (Alemania). Tiene una población estimada, a fines de 2020, de 11 322 habitantes.
Está ubicado a poca distancia al este de la frontera con el Estado de Renania del Norte-Westfalia y al sur del mar del Norte.